# Соматическая нервная система
Сомати́ческая не́рвная систе́ма (от греч. σώμα /sóma/) — тело) — часть нервной системы человека, представляющая собой совокупность афферентных (чувствительных) и эфферентных (двигательных) нервных волокон, иннервирующих процессы опорно-двигательной системы, кожу, суставы. 
Соматическая система — это часть периферической нервной системы, которая занимается доставкой моторной (двигательной) и сенсорной (чувственной) информации до центральной нервной системы и обратно. Данная система состоит из нервов, прикрепленных к коже, органов чувств и всех мышц скелета. Она отвечает за почти все сознательные движения мышц, а также за обработку сенсорной информации, поступающей через внешние раздражители: зрение, слух и осязание.  Соматическая нервная система содержит два основных типа нейронов: сенсорные (афферентные) нейроны, которые поставляют информацию от нервных окончаний к центральной нервной системе, и моторные нейроны, доставляющие через всё тело информацию от головного и спинного мозга к тканям мышц.
Нейроны соматической нервной системы тянутся от центральной нервной системы прямо к мускулам и рецепторам. Тело нейрона находится в центральной нервной системе, а аксоны тянутся дальше, пока не достигают кожи, органов чувств или мышц. Электрохимические импульсы передвигаются через аксоны от головного к спинному мозгу. Соматическая нервная система включает в себя также рефлекторные дуги, отвечающие за неосознанные действия (рефлексы). С помощью рефлекторных дуг мышцы двигаются без сигналов от головного мозга. Это случается тогда, когда нервные пути соединяются напрямую со спинным мозгом, не затрагивая при этом головной мозг. Некоторые примеры действия рефлекторных дуг: вы быстро отрываете руку от горячей кастрюли или неосознанно поднимаете ногу, когда доктор бьет вас по коленке.

## Строение соматической нервной системы
Соматическая нервная система состоит из двух частей:
- Спинномозговые нервы — это периферические нервы, которые передают сенсорную информацию в спинной мозг и моторные команды из спинного мозга;
- Черепные нервы — это нервные волокна, которые несут информацию в ствол мозга и из него. Они иннервируют нос, глаза, мышцы глаз, рот, язык, уши, лицо, шею, плечи и передают информацию от органов зрения, слуха, обоняния, вкуса и вестибулярного аппарата[1].

К соматической нервной системе отнесены 12 пар черепно-мозговых нервов, отходящих от головного мозга, и 31 пара спинномозговых нервов, имеющих многочисленные ответвления. Это нервы с преимущественно соматической иннервацией.

### Черепные нервы
Первые две пары черепных нервов отходят от больших полушарий, остальные — от стволовой части мозга, причем почти все они иннервируют органы в области головы и частично шеи:
I пара — обонятельные нервы — чувствительные, выходят через решетчатую пластинку и заканчиваются в обонятельных луковицах. Дают информацию о запахах;
II пара — зрительные нервы — соматические чувствительные волокна, отходят от глазных яблок, направляясь в мозг через зрительный перекрест и зрительный тракт;
III пара — глазодвигательные нервы — содержат двигательные соматические, парасимпатические волокна и соматические чувствительные. Иннервируют мышцы глазного яблока, верхнего века и сфинктера зрачка. Имеют несколько ветвей;
IV пара — блоковые нервы — соматические чувствительные и двигательные, иннервируют верхние косые мышцы глаз, выходят из мозга позади пластины четверохолмия, их перекрест расположен в верхнем мозговом парусе;
V пара — тройничные нервы — соматические двигательные и чувствительные, иннервируют кожу лица, слизистых оболочек носа и рта, жевательные мышцы;
VI пара — отводящие нервы — соматические двигательные и чувствительные, выходят между мостом и пирамидой, иннервируют прямые мышцы глаз;
VII пара — лицевые нервы — соматические чувствительные и двигательные, командуют мимической мускулатурой, ушными раковинами и подкожной мышцей шеи;
VIII пара — слуховые (преддверно-улитковые) нервы — соматические чувствительные, выходят у нижнего края моста и идут через внутренние слуховые проходы к преддверно-улитковому органу. Собирают информацию от органов слуха и вестибулярного аппарата;
IX пара — языкоглоточные нервы — двигательные и чувствительные парасимпатические, иннервируют мышцы ротовой полости, глотки и слюнных желез;
X пара — блуждающие нервы — парасимпатические двигательные и чувствительные (выходят из мозга вместе с IX парой нервов), от них отходят ветви менингиальные возвратные (к твердой оболочке мозга в области поперечного и затылочного синусов), ушные, глоточные, шейные, сердечные, грудные сердечные и другие ветви, связывающие их с сердечными сплетениями. Иннервируют области грудной и брюшной полости;
XI пара — добавочные нервы — соматические двигательные, иннервируют мускулатуру глотки и гортани, грудино-ключично-сосцевидные и трапециевидные мышцы;
XII пара — подъязычные нервы — соматические двигательные, иннервируют мышцы языка, управляют жеванием, глотанием, речью.

### Спинномозговые нервы
Спинномозговые нервы — соматические нервы, задние ветви которых иннервируют мышцы и кожу спины, а передние — мышцы и кожу передней части туловища и конечностей:
- шейные сплетения иннервируют глубокие мышцы шеи, грудино-ключично-сосцевидные и трапециевидные мышцы;
- диафрагмальные нервы иннервируют диафрагму и лестничные мышцы;
- плечевые сплетения иннервируют плечевой пояс и верхние конечности;
- мышечно-кожные нервы иннервируют двуглавые клювовидно-плечевые и плечевые мышцы;
- подмышечные нервы иннервируют дельтовидные и малые круглые мышцы;
- локтевые нервы иннервируют локтевые сгибатели кистей, часть ладонных мышц, мышц I, III—V пальцев;
- срединные нервы иннервируют ладонные мышцы, сгибатели кистей, пальцев, мышцы, отводящие и противопоставляющие большие пальцы;
- лучевые нервы иннервируют трёхглавые, плечелучевые, мышцы локтей, разгибатели кистей и пальцев;
- грудные нервы иннервируют грудные и брюшные мышцы;
- поясничные сплетения иннервируют большие поясничные, поперечные и внутренние косые мышцы живота, кожный покров в районе половых органов;
- бедренные нервы иннервируют подвздошно-поясничные, портняжные мышцы, четырёхглавые мышцы бёдер;
- подкожные нервы ног — самые длинные чувствительные ветви бедренных нервов, доходящие до медиальных краёв стоп, отдавая по пути ряд ветвей;
- запирательные нервы иннервируют гребенчатые, длинные, короткие и большие приводящие мышцы, наружные запирательные мышцы;
- общие малоберцовые нервы могут начинаться от седалищных на разных уровнях, иннервируют кожу части голени;
- поверхностные малоберцовые нервы иннервируют малоберцовые мышцы;
- глубокие малоберцовые нервы иннервируют передние большеберцовые мышцы и разгибатели пальцев;
- большеберцовые нервы иннервируют икроножные, камбаловидные, задние большеберцовые мышцы, трёхглавые мышцы голени;
- седалищные нервы — самые крупные нервы, иннервируют двуглавые мышцы бедра, полусухожильные и полуперепончатые мышцы;
- крестцовые сплетения иннервируют мышцы ягодичной области;
- копчиковые сплетения иннервируют кожу в области копчика[2].

## Функции соматической нервной системы
Соматический отдел, регулирующий деятельность и поведение организма в соответствии с условиями внешней среды и степенью её воздействия, осознанно управляет нашим организмом. Соматическая нервная система регулирует работу поперечнополосатой мышечной ткани скелетных мышц. Высшим центром соматической нервной системы является кора больших полушарий. Сюда стекается вся информация от органов чувств о внутренней среде организма. В лобных долях коры созревает план будущих действий, который реализуется соматической нервной системой. Функции этой системы напрямую зависят от качественной костной защиты и питания головного мозга. Именно благодаря этим факторам соматическая система может осуществлять свои прямые назначения: поведение, обучение, моторику, защиту, возможность обработки информации и её получение по каналам центральных анализаторов. Мышцы левой стороны выполняют функции, контролируемые правым полушарием мозга, а мышцы правой — левой его частью. Кроме снабжения тканей нервами, эта система ещё взаимодействует и влияет на элементы, располагающиеся непосредственно в контакте с мышцами.